# Rawidas dźajanti

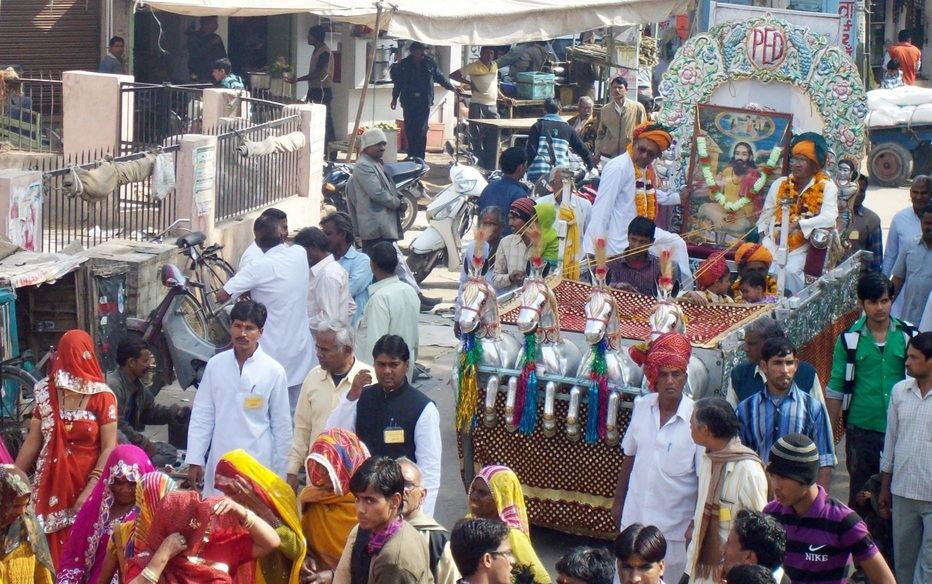
Wielbiciele Guru Ravidassa biorący procesję w Radżastanie

Rawidas dźajanti, Śri Guru Ravidass Jayanti – święto urodzin hinduskiego guru Rawidasa, szczególnie uroczyście obchodzone przez członków ruchu ravidasi w północnych Indiach. Wypada zazwyczaj w połowie lutego.